# Пештерска висораван
Пештерска висораван (позната и само као Пештер) је крашка висораван (надморска висина од 1150-1250m) у југозападној Србији, југоисточно од Сјенице, а северозападно од Тутина.
Пештерска висораван је извориште тресета који својим био-потенцијалом спада у најквалитетнији тресет, како у Европи, тако и у свету. Богата је суватима за испашу оваца (крај је познат по производима који долазе од пештерско-сјеничких оваца или пештерско-тутинских оваца , попут пештерског сира). Пештерска висораван садржи и Пештерско поље (надморска висина од 1150m), површине од 63 km2. Пештерска висораван садржи многе понорнице, од којих је највећа Боровштица. Становништво чине Бошњаци и Срби, а има и нешто Албанаца на крајњем истоку области (према Космету).
Археолози Музеја Рас су 2013. пронашли остатке старословенских храмова на пештерској висоравни. На овом простору једва да постоје, ако уопште постоје, потомци првобитних становника који су живели на подручју Пештери пре 17. века. Током 18. века дошло је до значајних промена у структури становништва. Бурни историјски догађаји довели су до одласка аутохтоног становништва, отварајући простор за нове досељенике. Османлије су од 18. столећа на подручје Пештери плански насељавали албанске породице.

## Галерија
- Кравa на Пештери